# Michail Alexejewitsch Tschipurin

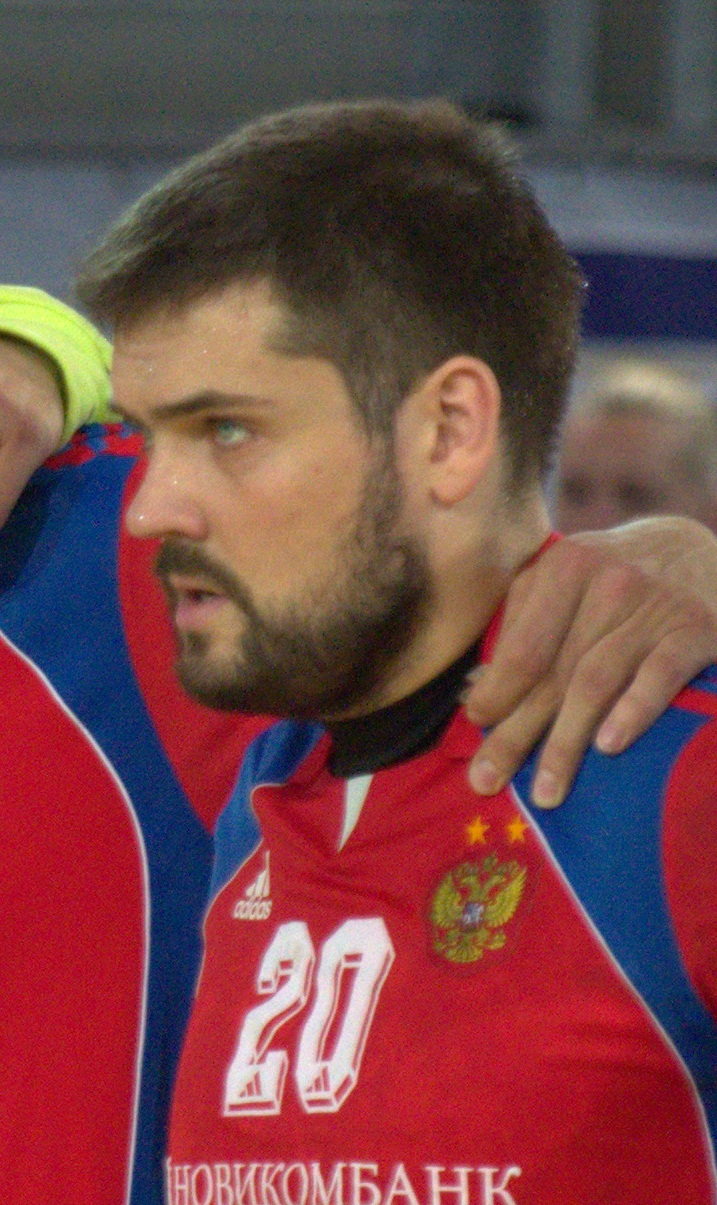
Michail Tschipurin 2013

Michail Alexejewitsch Tschipurin (russisch Михаил Алексеевич Чипурин; englisch Mikhail Chipurin; * 17. November 1980 in Moskau) ist ein ehemaliger russischer Handballspieler.
Der 1,90 Meter große und 105 Kilogramm schwere Kreisläufer stand von 2002 bis 2013 bei Medwedi Tschechow unter Vertrag und gewann in jeder Saison die Meisterschaft. Zuvor spielte er bei ZSKA Moskau. Mit diesen Vereinen spielte er in den Spielzeiten 2000/01 bis 2012/13 in der EHF Champions League. 2005/06 gewann er den Europapokal der Pokalsieger. Im Sommer 2013 wechselte er zum mazedonischen Verein RK Vardar Skopje, mit dem er 2015 die Meisterschaft, 2014 und 2015 den Pokal sowie 2014 die SEHA-Liga gewann. Zur Saison 2015/16 unterschrieb er einen Vertrag beim französischen Verein US Ivry HB. In Frankreich beendete er 2017 seine Karriere.
Michail Tschipurin erzielte in 208 Länderspielen für die russische Nationalmannschaft 505 Tore und stand im Aufgebot für die Europameisterschaft 2014 und 2012. Zuvor nahm er an der Handball-Europameisterschaft der Männer 2010 und den Olympischen Spielen 2004 in Athen teil.